# کاروانسرای سرخ‌حصار
کاروانسرای سرخه حصار مربوط به دوره قاجار - دوره معاصر است و در شهرستان دماوند، ۸ کیلومتری جاده تهران به دماوند واقع شده و این اثر در تاریخ ۱۱ دی ۱۳۸۰ با شمارهٔ ثبت ۴۶۳۶ به‌عنوان یکی از آثار ملی ایران به ثبت رسیده است.